# Астафьев, Виталий
Вита́лий Аста́фьев (латыш. Vitālijs Astafjevs; 3 апреля 1971, Рига, Латвийская ССР, СССР) — латвийский футболист, полузащитник. Рекордсмен сборной Латвии по числу сыгранных матчей (167).

## Биография

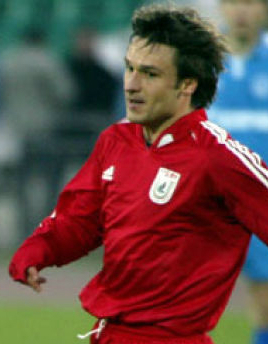
Виталий Астафьев в «Рубине»

С 1992 года выступал за «Сконто», где был ведущим игроком. В 1996 году перешёл в «Аустрию» (Вена). В Австрии оказался благодаря экс-игроку «Даугавы» Евгению Милевскому, ставшего к тому времени футбольным агентом. В команде быстро освоился, играл за основу и на своей любимой позиции — под нападающими. Однако, в итоге, в Австрии выступал только сезон. В 1997 году вернулся в «Сконто», откуда вновь уехал в 1999 году выступать за «Бристоль Роверс». В 2004—2005 годах играл в России в казанском «Рубине». С 2009 года — игрок «Олимпа/РФШ». В июле 2009 года подписал полугодовой контракт с клубом «Вентспилс». В 2010 году вновь вернулся в «Сконто».
Дебютировал в сборной 26 августа 1992 года в матче со сборной Дании в Риге (0:0). Участник Чемпионата Европы 2004 года. Сыграл 167 матчей и забил 16 голов. Отметился тем, что после матча 17 августа 2005 года между сборными России и Латвии в рамках отборочного турнира к чемпионату мира 2006 (1:1) в рижской газете Sporta Aviza появилось интервью Астафьева, где тот якобы заявлял о попытках подкупа со стороны россиян. Это вызвало огромный общественный резонанс, но затем игрок заявил, что не говорил такого, а газета отказалась выдавать аудиозапись интервью, и скандал затих. Позже Астафьев извинился за свои слова, объяснив сложившуюся ситуацию неточным переводом его слов с латышского на русский.
17 ноября 2010 года перед товарищеским матчем со сборной Китая Виталий объявил о завершении спортивной карьеры.

## Достижения
Сконто
- Чемпион Латвии: 1992, 1993, 1994, 1995, 1996, 1997, 1998, 1999, 2010
- Обладатель Кубка Латвии: 1992, 1995, 1998

### Личные
- Футболист года в Латвии: 1995, 1996, 2007